# Aleghero
Aleghero ist eine kleine Insel im Süden der Lagune von Venedig. Sie hat eine Fläche von 2,7 ha und liegt dort im Süden des Val da Rio nahe bei Chioggia.
Die südliche Lagune wurde in den 1960er Jahren verkleinert, von einer Fernstraße zerschnitten, die südlich von Aleghero die Lagune überquert, und für den Ausbau des Hafens von Chioggia verplant. Möglicherweise wird die Insel durch eine Straße mit dem Festland verbunden und erhält den Fischmarkt, der von einer der Nachbarinseln namens Cantieri verschwinden soll.

## Geschichte
In einem der vier Kriege zwischen Genua und Venedig, dem Chioggia-Krieg, spielte die kleine Insel 1378 als Sammelplatz für die Truppen eine erhebliche Rolle. Ab 1545 erreichte ein Kanal die Lagune gegenüber von Aleghero, den die Paduaner gebaut hatten.
Der äußerste Süden der Lagune, das Val di Brenta, wurde 1966 durch die Staatsstraße n. 309 (Romea), die Ravenna (und Chioggia) mit Mestre verbindet, von der übrigen Lagune abgeschnitten. Dies geschah lokal im Rahmen eines Industrialisierungsprojekts, in dessen Zentrum die Vergrößerung und Vertiefung des Hafens von Chioggia und die Verkehrserschließung standen. Durch den Straßendamm führen nur vier Durchbrüche bzw. zwei Brücken, die mit den vier Kanälen Otregan, Lombardo, Trezze und Aleghero korrespondieren. Diese Canali wurden in ihrem natürlichen Verlauf und ihrer schwankenden Wasserführung erheblich gestört. Nur der Trezze-Kanal mit einer Tiefe von 3 m ist noch hydrologisch funktionsfähig, droht also nicht zu verlanden.